# Abendroth Peak
Der Abendroth Peak ist ein  Berggipfel auf der Antarktischen Halbinsel, der im Palmerland etwa 6,5 Kilometer nordöstlich des Stockton Peak an der Wasserscheide zwischen dem Murrish-Gletscher und dem Gain-Gletscher aufragt.
Das Advisory Committee on Antarctic Names benannte ihn nach Ernst Karl Abendroth (1935–1969), der als Biologe des United States Antarctic Research Program im Jahr 1968 auf der Palmer-Station tätig war.